# Florence Bloch
Pour les articles homonymes, voir Bloch.
Florence Bloch, née le 10 juillet 1966 à Paris, est une actrice et restauratrice israélienne.

## Biographie
Née à Paris le 10 juillet 1966, elle découvrit pour la première fois Israël à 17 ans et y immigra en 1988.

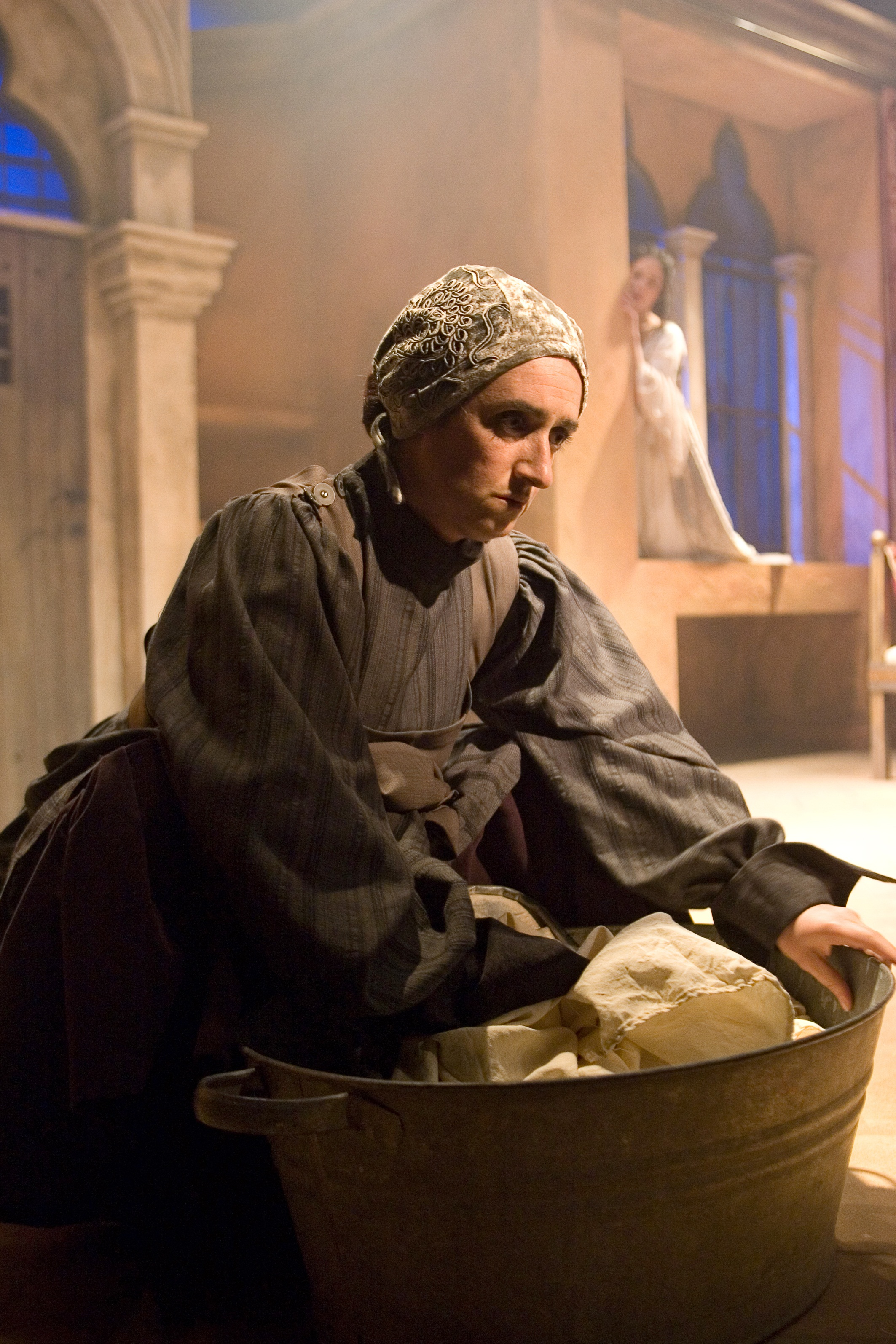
Florence Bloch dans la pièce Trois femmes en attente, mise en scène par, Khan Theatre de Jérusalem.

## Filmographie sélective

### Cinéma
- 2003 : Le Voyage de James à Jérusalem de  Ra'anan Alexandrowicz
- 2011 : Joe + Belle de Veronica Kedar
- 2015 : De douces paroles (en) de Shemi Zarhin (en)

### Télévision
- 2019 : The Attaché